# Coburg (district)
Districtul Coburg este un district rural (germană: Landkreis) din regiunea administrativă Franconia Superioară, landul Bavaria, Germania.

## Orașe și comune
| orașe 1. Bad Rodach (6.488) 2. Neustadt bei Coburg (16.573) 3. Rödental (13.900) 4. Seßlach (4.064) | comune 1. Ahorn (4.552) 2. Dörfles-Esbach (3.886) 3. Ebersdorf b.Coburg (6.315) 4. Großheirath (2.593) 5. Grub a.Forst (3.123) 6. Itzgrund (2.317) 7. Lautertal (4.163) 8. Meeder (4.031) 9. Niederfüllbach (1.659) 10. Sonnefeld (5.293) 11. Untersiemau (4.225) 12. Weidhausen b.Coburg (3.350) 13. Weitramsdorf (5.115) |